# Triomma
Triomma es un género  de plantas  perteneciente a la familia Burseraceae.

## Taxonomía
El género fue descrito por Joseph Dalton Hooker y publicado en Transactions of the Linnean Society of London 23: 171. 1860. La especie tipo es: Triomma malaccensis

## Especies
- Triomma macrocarpa
- Triomma malaccensis